# Zópiro (neto de Datuvaia)

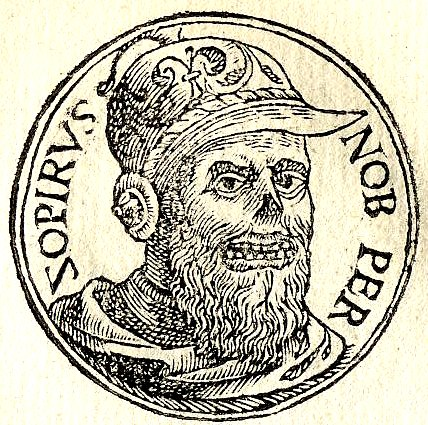
Zópiro no Promptuarii Iconum Insigniorum.

Zópiro (em grego clássico: Ζόπιρο) foi o filho de Megabizo e neto de Datuvaia e um general persa a serviço do rei dos reis Dario I. Ele teve um filho de nome Megabizo e um neto do mesmo nome Zópiro. Seu pai, Megabizo, foi um dos sete persas que derrubaram o mago.
Há duas versões sobre Zópiro, conforme Heródoto ou Ctésias de Cnido; a história que Heródoto atribui a Zópiro, Ctésias atribui a Megabizo, filho de Zópiro.

## Versão de Heródoto
Quando Dario I atacou Samos  e o exército, liderado por Otanes, estava se dirigindo para esta ilha, a Babilônia se revoltou contra Dario.
O cerco durou um ano e sete meses, sem sucesso, até que, no vigésimo mês, Zópiro, após ver um prodígio (uma mula teve cria), mutilou-se, cortando o próprio nariz, as orelhas e o cabelo. Ele se apresentou a Dario, que ficou furioso de ver um nobre persa mutilado desta forma, mas Zópiro explicou que era para parecer que Dario tinha feito isso a ele, para que ele se infiltrasse entre os babilônios e os traísse.
De fato, Zópiro foi acolhido na Babilônia como um refugiado, recebeu um comando de tropas, e traiu a defesa, abrindo as portas chamadas de Cissian e Belian.
Dario, ao capturar a cidade, crucificou 3.000 de seus líderes, repopulando a cidade com pessoas da região.
Zópiro recebeu, como prêmio, o governo da cidade, livre de impostos.

## Versão de Ctésias
Zópiro era o sátrapa da Babilônia antes da revolta, e foi morto durante a revolta. Seu filho Megabizo foi quem capturou a Babilônia, e recebeu um prêmio de seis talentos de ouro. Megabizo se casou com Amitis, filha de Xerxes I.

## Descendentes
Zópiro foi o pai de Megabizo, que lutou contra os atenienses no Egito  e o avô de Zópiro, que fugiu da Pérsia para Atenas.